# Poběžovice u Holic
Poběžovice u Holic là một làng thuộc huyện Pardubice, vùng Pardubický, Cộng hòa Séc.